# Katholieke Kerk in Haïti

Haïti

De Katholieke Kerk in Haïti is een onderdeel van de wereldwijde Katholieke Kerk, onder het geestelijk leiderschap van de paus en de curie in Rome.
De patroonheilige van Haïti is Onze-Lieve-Vrouw van Altijddurende Bijstand.
Ongeveer 80% van de bevolking is katholiek. De kerstening van de Haïtiaanse bevolking nam een aanvang in de 16e eeuw, onder andere door Franse missionarissen. In 1860 werd een concordaat met de H. Stoel gesloten, waarna vijf bisdommen, waaronder het aartsbisdom Port-au-Prince, werden opgericht (1861). Vanaf 1959 werden bisschoppen en priesters (voor het merendeel buitenlanders) het land uitgezet. In 1966 werd een akkoord gesloten met de H. Stoel, waardoor het concordaat van 1860 weer van kracht werd en verschillende Haïtiaanse bisschoppen werden aangesteld.
Het apostolisch nuntiusschap voor Haïti is sinds 25 januari 2024 vacant.

## Indeling
- Kerkprovincie Cap-Haïtien:
  - Aartsbisdom Cap-Haïtien
  - Bisdom Fort-Liberté
  - Bisdom Hinche
  - Bisdom Les Gonaïves
  - Bisdom Port-de-Paix
- Kerkprovincie Port-au-Prince:
  - Aartsbisdom Port-au-Prince
  - Bisdom Anse-à-Veau et Miragoâne
  - Bisdom Jacmel
  - Bisdom Jérémie
  - Bisdom Les Cayes

## Nuntius
- 23-09-1930 – 20-06-1936: aartsbisschop Giuseppe Fietta
- 24-07-1936 – 1942: aartsbisschop Maurilio Silvani
- 23-04-1946 – 23-04-1949: aartsbisschop Alfredo Pacini
- 21-05-1949 – 1953: aartsbisschop Francesco Lardone
- 24-12-1953 – 15-12-1956: aartsbisschop Luigi Raimondi
- 30-01-1958 – 05-01-1960: aartsbisschop Domenico Enrici
- 08-02-1960 – 03-11-1965: aartsbisschop Giovanni Ferrofino
- 24-09-1966 – 1969: aartsbisschop Marie-Joseph Lemieux
- 11-06-1969 – 05-04-1975: aartsbisschop Luigi Barbarito
- 01-08-1975 – 19-11-1983: aartsbisschop Luigi Conti
- 17-12-1983 – 24-04-1990: aartsbisschop Paolo Romeo
- 03-07-1990 – 04-06-1991: aartsbisschop Giuseppe Leanza
- 15-01-1992 – 06-04-1995: aartsbisschop Lorenzo Baldisseri
- 12-07-1995 – 10-05-1999: aartsbisschop Christophe Pierre
- 19-06-1999 – 30-03-2004: aartsbisschop Luigi Bonazzi
- 27-04-2004 – 15-03-2008: aartsbisschop Mario Giordana
- 08-05-2008 – 01-07-2014: aartsbisschop Bernardito Auza
- 10-01-2015 - 07-01-2021: aartsbisschop Eugene Nugent
- 04-06-2021 - 25-01-2024: aartsbisschop Francisco Escalante Molina
- 25-01-2024 - heden: vacant